# Vernio
Vernio est une commune italienne de la province de Prato, dans la région Toscane.

## Administration
| Période                                  | Période | Identité | Étiquette | Qualité |
| ---------------------------------------- | ------- | -------- | --------- | ------- |
|                                          |         |          |           |         |
| Les données manquantes sont à compléter. |         |          |           |         |

### Hameaux
Sant'Ippolito, San Quirico (capoluogo del Comune), Montepiano, Mercatale Vernio, Sasseta, Cavarzano.

### Communes limitrophes
Barberino di Mugello, Camugnano, Cantagallo, Castiglione dei Pepoli.